# 马场镇 (建平县)
马场镇，是中华人民共和国辽宁省朝阳市建平县下辖的一个乡镇级行政单位。

## 行政区划
马场镇下辖以下地区：
马场村、龙头营子村、兴隆村、新立屯村、梁家村、河南村、插花营子村、前道村和宋家窝铺村。